# 林イシ
林 イシ（はやし イシ、1854年7月9日〈安政元年6月15日〉 - 1964年〈昭和39年〉5月21日）は、長寿の福岡県の女性。
福岡県北九州市門司区在住。1963年、駒井はるの死去により日本最高齢となった。ただし当時は小林やす、中村重兵衛が最高齢とされたため生前日本一とは報道されなかった。
1963年時点で当時76歳の長男、30歳のひ孫と暮らし、玄孫まで50人を超えていた。
1964年5月21日、109歳で死去。伊都ヨシギクが国内最高齢となる。
同年生まれには高橋是清、辰野金吾などがいる。